# Kevin Séraphin
Kevin Séraphin (Cayena, Guayana Francesa; 7 de diciembre de 1989) es un exjugador de baloncesto francés que disputó siete temporadas en la NBA y varias en Europa. Con 2,08 metros de estatura, jugaba en las posiciones de ala-pívot y pívot.

## Trayectoria deportiva

### Francia
Séraphin comenzó a jugar al baloncesto en el año 2004. El jugador fichó por la academia juvenil del Cholet Basket en 2006 antes de debutar en el equipo sénior y debutar en la temporada 2008-09 con el Cholet Basket en la Liga Nacional de Baloncesto de Francia.
En 69 partidos con el Cholet, Séraphin promedió 4.56 puntos y 3.52 rebotes en 12.6 minutos en la liga francesa, EuroChallenge y Eurocup.

### NBA
Séraphin fue seleccionado por Chicago Bulls en la 17.ª posición del Draft de la NBA de 2010, aunque fue inmediatamente traspasado junto con Kirk Hinrich y tres millones de dólares a Washington Wizards a cambio de los derechos de Vladimir Veremeenko.
En septiembre de 2011, firmó un contrato con el Caja Laboral de España, por la duración del lockout de la NBA. En diciembre de 2011, tras la conclusión del parón, regresó con los Wizards. En esa temporada estableció su máximo anotador en la NBA, con 24 puntos ante Orlando  Magic, el 10 de abril de 2012.
El 18 de julio de 2014, renovó su contrato con los Wizards, al firmar la oferta cualificada de 3,8 millones de dólares.
Tras cinco temporadas en Washington, el 6 de agosto de 2015, firma con los New York Knicks.
En septiembre de 2016 fichó por los Indiana Pacers dos temporadas por 3,6 millones de dólares, la segunda de ellas no garantizada.

### FC Barcelona
En agosto de 2017 fichó por el FC Barcelona de la liga ACB española por dos temporadas.
Su debut en la Liga ACB se produjo contra el Baskonia en el Palau Blaugrana, jugando 24 minutos y aportando 9 puntos y 6 rebotes. A principios de 2018, una lesión le mantuvo lejos de las canchas durante los primeros meses del año, perdiéndose la Copa del Rey que finalmente ganarían sus compañeros ante el Real Madrid.

### Retirada
Tras dos años en Barcelona, el 24 de octubre de 2020, anunció su retirada del baloncesto profesional.

## Estadísticas de su carrera en la NBA

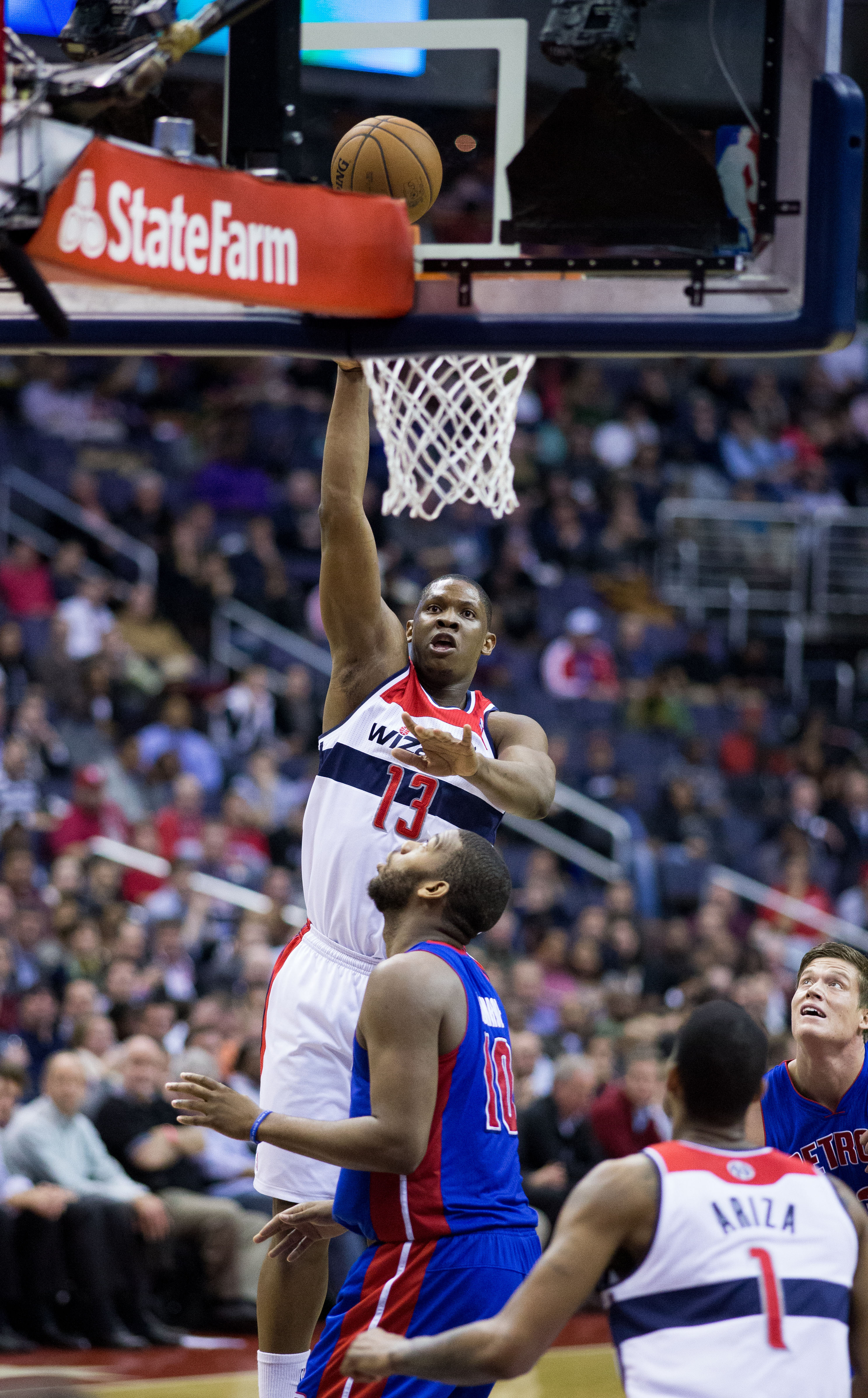
Séraphin frente a los Detroit Pistons en 2013.

### Temporada regular
| Año     | Equipo     | PJ  | PT | MPP  | %TC  | %3P  | %TL  | RPP | APP | ROB | TPP | PPP |
| ------- | ---------- | --- | -- | ---- | ---- | ---- | ---- | --- | --- | --- | --- | --- |
| 2010-11 | Washington | 58  | 1  | 10.9 | .449 | .000 | .710 | 2.6 | .3  | .3  | .5  | 2.7 |
| 2011-12 | Washington | 57  | 21 | 20.6 | .531 | .000 | .671 | 4.9 | .6  | .3  | 1.3 | 7.9 |
| 2012-13 | Washington | 79  | 8  | 21.8 | .461 | .000 | .693 | 4.4 | .7  | .3  | .7  | 9.1 |
| 2013-14 | Washington | 53  | 1  | 10.9 | .505 | .000 | .871 | 2.4 | .3  | .1  | .5  | 4.7 |
| 2014-15 | Washington | 79  | 0  | 15.6 | .513 | .000 | .707 | 3.6 | .7  | .1  | .7  | 6.6 |
| 2015-16 | New York   | 48  | 0  | 11.0 | .410 | .000 | .826 | 2.6 | 1.0 | .2  | .8  | 3.9 |
| 2016-17 | Indiana    | 49  | 3  | 11.4 | .551 | .000 | .636 | 2.9 | .5  | .1  | .4  | 4.7 |
| Total   | Total      | 423 | 34 | 15.2 | .489 | .000 | .715 | 3.5 | .6  | .2  | .7  | 5.9 |

### Playoffs
| Año   | Equipo     | PJ | PT | MPP  | %TC  | %3P  | %TL  | RPP | APP | ROB | TPP | PPP |
| ----- | ---------- | -- | -- | ---- | ---- | ---- | ---- | --- | --- | --- | --- | --- |
| 2014  | Washington | 4  | 0  | 1.5  | .000 | .000 | .000 | 0.5 | 0.0 | 0.0 | 0.0 | 0.0 |
| 2015  | Washington | 6  | 0  | 12.0 | .484 | .000 | .500 | 3.2 | .3  | .3  | .2  | 5.5 |
| Total | Total      | 10 | 0  | 7.8  | .441 | .000 | .500 | 2.1 | .2  | .2  | .1  | 3.3 |

## Logros y reconocimientos

### Cholet Basket
- Pro A: 2010

### FC Barcelona
- Copa del Rey: 2018 y 2019

### Consideraciones individuales
- Jugador Más Mejorado de la Pro A: 2010
- Elegido en el Mejor Quinteto del Campeonato de Europa Sub-20: 2009